# Anna-Maria Alexandri
Anna-Maria Alexandri  (née le 15 septembre 1997 à Maroússi) est une nageuse synchronisée grecque puis autrichienne.

## Biographie
Elle concourt sous les couleurs de la Grèce jusqu'en 2014 où elle obtient la nationalité autrichienne. 
Elle a deux sœurs triplées, Eirini-Marina et Vasiliki, qui pratiquent également la natation synchronisée.

## Palmarès

### Championnats d'Europe
- Championnats d'Europe de natation 2020 à Budapest :
  -  Médaille de bronze en duo libre (avec Eirini-Marina Alexandri).
  -  Médaille de bronze en duo technique (avec Eirini-Marina Alexandri).

### Jeux européens
- Jeux européens de 2023 à Oświęcim :
  -  Médaille d'or en duo technique (avec Eirini-Marina Alexandri).
- Jeux européens de 2015 à Bakou :
  -  Médaille d'argent en duo (avec Eirini-Marina Alexandri).
  -  Médaille de bronze en solo.